# Nihonmatsu Yoshitsugu
Nihonmatsu Yoshitsugu (二本松 義継?; 1552 – 1586) è stato un samurai giapponese del periodo Sengoku, XIV capo del ramo Nihonmatsu-Hatakeyama della provincia di Mutsu.

## Biografia
Conosciuto anche come Hatakeyama Yoshitsugu, era figlio di Nihonmatsu Yoshikuni.
In costante battaglia con Date Masamune, nell'autunno 1585 chiese un incontro al padre di Masamune, Terumune, perché intercedesse sul figlio per mettere fine alla guerra. Tuttavia quando si incontrarono decise di rapire Teramune. Non è chiaro ad oggi se avesse premeditato tale azione, molto vile per quei tempi. Quando Masamune fu avvisato del rapimento cavalcò rapidamente verso Yoshitsugu e nella battaglia che ne seguì sia il padre Teramune che lo stesso Yoshitsugu persero la vita. Un'altra versione degli eventi racconta che Yoshitsugu riuscì a scappare nella sua roccaforte, il castello di Nihonmatsu, che venne messo sotto assedio dal clan Date. L'anno successivo, attraverso la mediazione della famiglia Sōma, gli Hatakeyama si arresero con la condizione della consegna di Yoshitsugu, che fu ucciso e la cui testa fu esposta da Masamune.